# TOZ-35
TOZ-35 (rusky ТОЗ-35) je jednorannou pistolí sovětské výroby ráže .22 Long Rifle sloužící ke sportovní střelbě, konkrétně k disciplíně libovolná pistole. Navržená a poprvé představená na mezinárodní soutěži byla v roce 1962.

Konstruktérem byl Jefim Leonťjevič Chajdurov (rusky Ефим Леонтьевич Хайдуров). Pistole využívá kývavého klouzavého blokového závěru. Délka záměrné se pohybuje od 325 do 375 milimetrů. Odpor spouště lze měnit mezi 10 a 75 gramy.
Střelci je přezdívána "královnou královské disciplíny".